# Nammo
Nammo är en internationell koncern inom försvarsindustrin med huvudkontor i Norge. Kärnverksamheten är produktion av ammunition, raketmotorer, flygprodukter och leverans av demilitariseringstjänster. Koncernen har cirka 2 800 anställda fördelat på 27 produktionsenheter. Nammo är organiserat i ett holdingbolag, Nammo AS, med hel- eller delägda dotterbolag/verksamheter i Norge, Sverige, Finland, Danmark, Polen, Tyskland, Schweiz, Spanien, Irland, Storbritannien och USA.
Företaget grundades 1998. Sedan februari 2006 ägs företaget till hälften/hälften av norska staten och det finska försvarsbolaget Patria. Huvudkontoret ligger i Raufoss i Norge.
I Sverige finns företaget i Karlsborg, Karlskoga, Lindesberg och Vingåker genom bolaget Nammo Sweden AB. I Finland finns företaget i Lappo, Sastamala, Tammerfors, Vanda och Vihtavuori.